# Peli
Peli est un roi d'Awan de la région d'Élam du plateau Iranien qui a régné vers 2400 av. J.-C., fondateur de la première dynastie historique connue d'Élam. La dynastie de Peli semble avoir été prospère pendant un certain nombre de générations jusqu’à ce que Sargon d’Akkad (2334-2279 av. J-C) ait envahi cette région et mis à sac un certain nombre de districts, y compris Awan et Suse.